# Federico Manfredini
Federico Manfredini (Rovigo, 27 agosto 1792 – Padova, 16 agosto 1882) è stato un vescovo cattolico italiano.

## Biografia

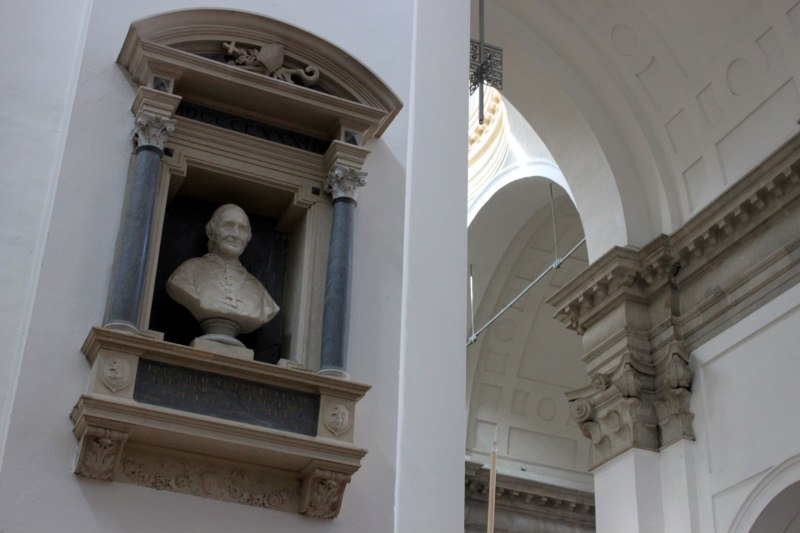
Monumento al vescovo Manfredini presso il duomo di Padova

Federico Maria dei marchesi Manfredini nasce a Rovigo il 27 agosto 1792, figlio primogenito di Alvise Antonio Francesco Manfredini e di Aurora d'Onigo, e nipote del marchese Federico Manfredini, primo ministro nel Granducato di Toscana. Il 24 settembre 1814 viene ordinato diacono e sacerdote il 30 aprile 1815. Il 24 gennaio 1842 viene designato vescovo in partibus di Famagosta, nell'isola di Cipro. L'8 gennaio 1843 riceve la consacrazione episcopale. Il 25 novembre 1844 nella chiesa di Stanghella, ad istanza del parroco don Marco Menin, in occasione della festa di Santa Caterina V. M., sono consacrate le campane, fuse in Verona l'11 ottobre 1844 dai F.lli Francesco e Luigi Cavadini fu Pietro, da parte del vescovo di Famagosta il marchese Federico Maria Manfredini, per concessione dell'Ill.mo e Rev.mo Mons. Modesto Farina vescovo di Padova. Alla morte del vescovo Modesto Farina, avvenuta il 10 maggio 1856, viene scelto, il 21 gennaio 1857, come vescovo di Padova e viene confermato vescovo il 19 marzo dello stesso anno 1857. Si presenta ufficialmente ai fedeli il 28 agosto 1857.

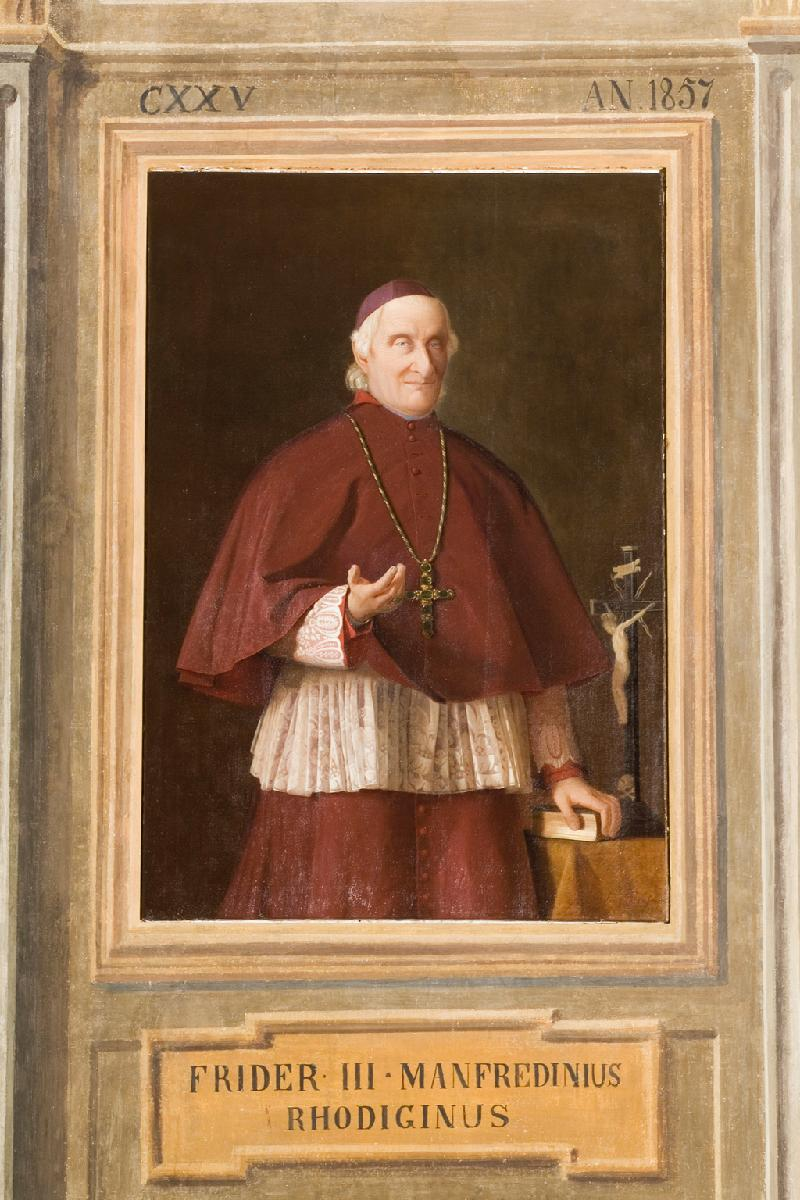
Ambito veneto, Ritratto del vescovo Manfredini, Palazzo vescovile, Padova

Nel 1859 compie una visita pastorale a Este e per l'occasione visita l'oratorio della Madonna della Lovara in località Caneveo, atto di devozione che compie nuovamente nel 1865 in occasione della nuova visita pastorale. Nel 1874 dà alle stampe “In costitutionem apostolicæ sedis qua censuræ latæ sententiæ limitantur questiones et fætorum species definitæs. Pars I.” Padova Tipografia del Seminario, pp. 116. Il 10 ottobre 1878 benedice la costituzione, sempre a Este, della scuola Salesiana (oggi centro di formazione professionale) fondata per volontà diretta di don Bosco, che fin dall'inizio porta in suo onore il nome di "Collegio Manfredini". Muore a Padova il 16 agosto 1882.

## Genealogia episcopale e successione apostolica
La genealogia episcopale è:
- Cardinale Scipione Rebiba
- Cardinale Giulio Antonio Santori
- Cardinale Girolamo Bernerio, O.P.
- Arcivescovo Galeazzo Sanvitale
- Cardinale Ludovico Ludovisi
- Cardinale Luigi Caetani
- Cardinale Ulderico Carpegna
- Cardinale Paluzzo Paluzzi Altieri degli Albertoni
- Papa Benedetto XIII
- Papa Benedetto XIV
- Papa Clemente XIII
- Cardinale Marcantonio Colonna
- Cardinale Giacinto Sigismondo Gerdil, B.
- Cardinale Giulio Maria della Somaglia
- Vescovo Modesto Farina
- Vescovo Federico Manfredini

La successione apostolica è:
- Vescovo Emmanuele Kaubeck (1871)